# Tad Hilgenbrink
Tad Hilgenbrinck (Quincy, Illinois, 9 de outubro de 1981) é um ator estadunidense, mais conhecido por seu papel como Matt Stifler em American Pie Presents: Band Camp, Chance Marquis em The Curiosity of Chance e Tyler em The Hills Run Red..

## Carreira
Hilgenbrinck esteve na Quincy Senior High School, onde era ativamente envolvido em música e teatro. Atuou como parte da companhia residente no verão de 2003 no Music Theatre of Wichita em Wichita, Kansas, onde atuou nos musicais Footloose, Oklahoma!, Good News, Chicago e The Scarlet Pimpernel. Ele tem um BFA de Teatro Musical e Dança menor de Millikin University e IES Londres. Tad tem realizado papéis como o The Artful Dodger em Oliver!, Gideon em Seven Brides for Seven Brothers e Chuck Cranston em Footloose.
Depois de muitas apresentações em Nova York e Londres, Tad aventurou-se para Los Angeles dando-se apenas duas semanas para fazer isso ou ir para casa. Depois de ganhar o seu primeiro grande papel, como o Showcase Showdown em The New Price Is Right, Tad decidiu ficar.
Foi escolhido para o papel como Matt Stifler em 2005 devido a sua semelhança com Seann William Scott, em substituição a Eli Marienthal, que retrata o personagem na trilogia oficial American Pie. Ele também apareceu em 2006 no filme The Curiosity of Chance, um filme no qual ele estrela como um estudante homossexual do ensino médio, que se mudou para uma nova escola e tem de aprender a se adequar. Em 2008, esteve no filme Lost Boys 2: The Tribe.

## Filmografia
- 2004 - It's All Relative - Jovem Wayne
- 2005 - American Pie Presents: Band Camp - Matt Stifler (como Tad Hilgenbrinck)
- 2006 - The Curiosity of Chance - Chance Marquis
- 2007 - Grave Situations - Samuel Van Alden
- 2007 - Epic Movie - Cyclops (como Tad Hilgenbrinck)
- 2007 - Sherman's Way - Taylor
- 2008 - Amusement - Rob
- 2008 - H2O Extreme (pré-produção) - CC
- 2008 - Disaster Movie - Príncipe Edward
- 2008 - Lost Boys: The Tribe - Chris Emerson
  - 2009 - Colinas de Sangue - Tyler                                                                                                                                                                                                                                                                                                                                                                    2017 - The Secrets